# 2656 Evenkia
A 2656 Evenkia (ideiglenes jelöléssel 1979 HD5) a Naprendszer kisbolygóövében található aszteroida. Nyikolaj Sztyepanovics Csernih fedezte fel 1979. április 25-én.